# Marele carnaval (film)
Marele carnaval (în engleză Ace in the Hole/The Big Carnival) este un film noir american din 1951 cu Kirk Douglas în rolul unui reporter cinic, căzut în dizgrație, care nu se oprește de la nimic în încercarea sa de a-și recâștiga locul de muncă la un ziar important.
Acest film a marcat o serie de premiere pentru autorul Billy Wilder: a fost prima dată când a fost implicat într-un proiect ca scenarist, producător și regizor; primul său film după despărțirea de vechiul săi partener de scris Charles Brackett, cu care a colaborat la  The Lost Weekend și Sunset Boulevard, printre altele; de asemenea este primul său film care s-a dovedit a fi un eșec comercial și care a primit recenzii negative din partea criticii.
Povestea este o examinare acidă a relației ponosite dintre presă, știrile pe care le prezintă și modul în care se prezintă. Fără a-l consulta pe Wilder, producătorul executiv Y. Frank Freeman de la Paramount Pictures a schimbat titlul filmului în The Big Carnival (Marele Carnaval) cu puțin timp înainte de premiera sa. A fost prezentat în primele emisiuni de televiziune cu acest titlu, dar când a fost difuzat de Turner Classic Movies și atunci când a fost lansat pe DVD în colecția Criterion în iulie 2007, a fost folosit titlul inițial de Ace in the Hole.

## Distribuție
- Kirk Douglas - Chuck Tatum
- Jan Sterling - Lorraine Minosa
- Robert Arthur - Herbie Cook
- Porter Hall - Jacob Q. Boot, editor, editor și proprietar al Albuquerque Sun-Bulletin
- Frank Cady - Mr. Federber, un turist
- Richard Benedict - Leo Minosa
- Ray Teal - Șerif Kretzer
- Lewis Martin - Mc. Carle

## Premii și nominalizări
Câștigate
- National Board of Review Award: Cea mai bună actriță - Jan Sterling; 1951.
- Expoziția Internațională de Artă Cinematografică de la Veneția: Premiul International pentru cel mai bun regizor - Billy Wilder; 1951.
- Expoziția Internațională de Artă Cinematografică de la Veneția: Cea mai bună muzică - Hugo Friedhofer; 1951.

Nominalizări
- Premiul Oscar Cel mai bun scenariu, cea mai bună povestire - Billy Wilder, Lesser Samuels and Walter Newman; 1952.
- Expoziția Internațională de Artă Cinematografică de la Veneția: Leul de Aur - Billy Wilder; 1951.

## Legături externe
- Ace in the Hole la Internet Movie Database
- Ace in the Hole la Allmovie
- Ace in the Hole la TCM Movie Database
- Ace in the Hole essay by Mikita Brottman and David Sterritt at Turner Classic Movies
- Ace in the Hole la Rotten Tomatoes
- Ace in the Hole film trailer at YouTube